# Héricourt (Alta Saona)
Héricourt (a volte ricordato come Héricour) è un comune francese di 10 756 abitanti situato nel dipartimento dell'Alta Saona nella regione della Borgogna-Franca Contea, noto anticamente per il celebre castello dei principi di Montbéliard, di cui resta oggigiorno solo un gran torrione.

## Società

### Evoluzione demografica
Abitanti censiti